# إيجيسثوس

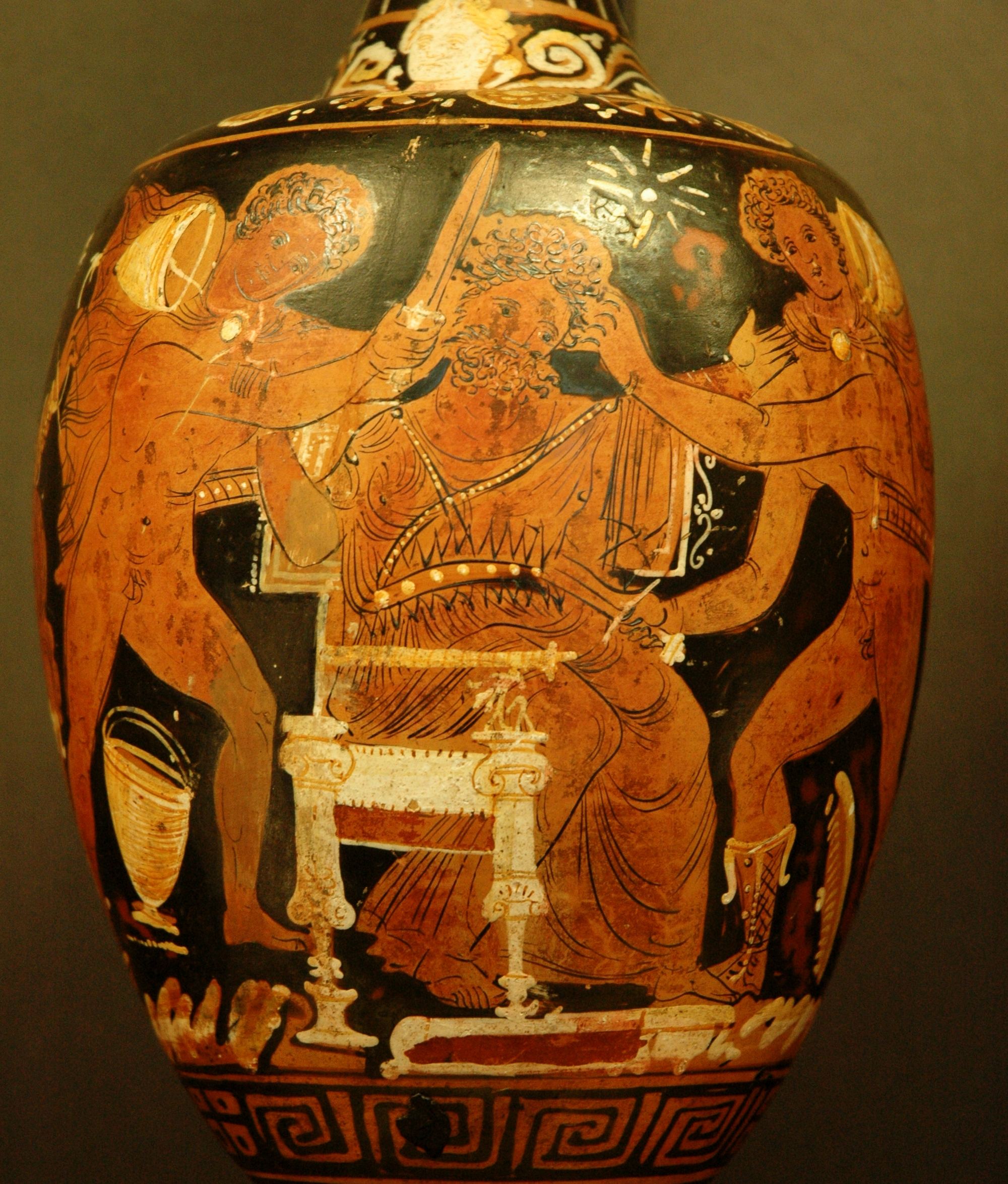
أيقونة لأيجيسثوس بعد أن قتل من قبل أوريستيس وبيلاديس

إيجيسثوس (بالإنجليزية: Aegisthus)‏ وهو شخصية في الميثولوجيا اليونانية، هو ابن ثيستس وبيلوبيا الغير شرعي، حيث كان نتاج زنا نتيجة لتنافس والده مع أسرة أتريوس لأجل استلام عرش موكناي، وحسب ما جاء عن حصار طروادة، إيجسثوس أصبح عشيق زوجة الملك أغامينون كليتيمنسترا، وقد قام العشيقان بقتل أغامينون بعد عودته من معركة طروادة، وحكم إيجيسثوس 7 سنوات موكناي قبل أن يقوم ابن أغامينيون أوريستيس بقتله.
شخصية ميثولوجية يونانية تعتبر من الشخصيات الأساسية في الكلاسيكيات اليونانية. وهو ابن تیستیس Thyestes من ابنته بيلوبيا Pelopia. عارض سلطة أخيه أتريوس Atreus كملك على مسینا، بناء على نبوءة من معبد دلفي Delphi. عندما تزوج أتريوس فيما بعد بیلوبيا لم يكن يعرف أنها ابنة أخيه. ولما ولد إيجيسثوس رباه على حليب عنزة، كما يدل اسمه «قوة العنزة».
ولما عرف من أبيه تيستيس أن عمه قتل أخويه وطبخهما ودعاه إلى وليمة على لحمهما، أقدم على قتل عمه أتريوس. وعندما كان أغاممنون Agamemnon في حرب طروادة، صار إيجيسثوس عشيق زوجته كليتمنسترا Clytemnstra وتآمرا على قتله عندما عاد من الحرب، فدخلا عليه الحمام وقتلاه طعنا.
ولما علم إبنا أغاممنون أورست Orestes وإليكترا Electra بذلك انتقما لأبيهما وقتلا أمهما وعشيقها.
كان إيجيسثوس موضوعا لكثير من المسرحيين من أمثال إيسخيلوس وسوفوکلیس ویوريبیدس وسينيكا.